# Korlat
Korlat – wieś w Chorwacji, w żupanii zadarskiej, w mieście Benkovac. W 2011 roku liczyła 353 mieszkańców.